# The Superior Spider-Man
«The Superior Spider-Man» (укр. Неперевершена Людина-павук) — серія коміксів про супергероя Людину-павука, яка видавалася Marvel Comics з січня 2013 року по квітень 2014 року. Серія стала основною і замінила собою минулу The Amazing Spider-Man, яка тривала протягом 50 років і налічувала 700 випусків. У квітні серія припинила своє існування на 31 випуску. Замість неї буде запущений третю серію The Amazing Spider-Man починаючи з першого випуску.
У жовтні 2018 року вийшов одиночний випуск «The Superior Octopus» (укр. Неперевершений Восьминіг), який став продовженням історії Отто Октавіуса, після подій Spider-Verse, його подальшого воскресіння в рамках Clone Conspiracy, знищення компанії Parker Industries під час Secret Empire, а також після перемир'я між Паркером і Октавіусом під час Go Down Swinging.
У грудні 2018 року був запущений друга серія «The Superior Spider-Man», в якій Октавіус (під ім'ям Еліот Толлівер) повернувся до супергеройської діяльності в місті Сан-Франциско як Неперевершена Людина-павук.

## Створення
The Superior Spider-Man стала однією з серій коміксів лінійки Marvel NOW!. Ден Слотт, сценарист The Amazing Spider-Man та The Superior Spider-Man, розповідав, що в новій серії Людина-павук стане «більш похмурим» персонажем з трохи зміненим костюмом. Згодом було оголошено, що Людиною-павуком буде не Пітер Паркер. У сюжетній арці Dying Wish стало відомо, що нова Людина-павук — це Отто Октавіус у тілі Пітера Паркера, який поклявся творити добро. Пітер Паркер же в тілі Отто Октавіуса загинув.

## Критика
Коли було оголошено, що Marvel Comics вб'є Пітера Паркера та його тіло буде захоплено Доктором Восьминогом, багато шанувальників попередньої серії критикували цю дію. Однак в міру виходу самої серії, критики були переможені свіжим підходом і його розумним сценарієм. Проте під кінець серії її назвали лише черговим експериментом видавництва, а також розкритикували малюнок деяких художників серії.

## Поза коміксами

### Кіно
- Під час виробництва фільму «Людина-павук: Повернення додому» Раяном Мейндінґом був розроблений концепт-арт для костюма, зі схожим дизайном на Неперевершену Людину-павука. Проте у фінальний варіант костюма для фільму цей дизайн так і не потрапив.[2]

### Відеоігри
- Неперевершена Людина-павук з'являється в Lego Marvel Super Heroes, озвучений Джеймсом Арнольдом Тейлором. Він з'являється як окремий грабельний персонаж для Людини-павука (Пітер Паркер) і звичайного Доктора Восьминога. Неперевершена Людина-павук може бути розблокована, знайшовши її у світі-хабі Нью-Йорка.
- Неперевершена Людина-павук з'являється як альтернативний костюм для Людини-павука в Marvel Heroes, озвучений Крістофером Даніелем Барнсом.
- Неперевершена Людина-павук з'являється як альтернативний костюм для Людини-павука в The Amazing Spider-Man 2.
- Неперевершена Людина-павук з'являється як окремий персонаж в Marvel Super Hero Squad Online.
- Неперевершена Людина-павук є грабельним персонажем у Spider-Man Unlimited.
- Неперевершена Людина-павук з'являється в Marvel: Avengers Alliance як грабельний герой-сейф.
- Неперевершена Людина-павук з'являється в Marvel: Future Fight як альтернативний костюм для Доктора Восьминога.
- Неперевершена Людина-павук з'являється як завантажувальний альтернативний костюм для Людини-павука в Marvel Vs. Capcom: Infinite.

## Колекційні видання

### США

#### Superior Spider-Man(2013-2014)
| #                                                | Назва                                            | Випуски | Дата випуску     | Сторінок         | ISBN                   |
| М'яка обкладинка                                 | М'яка обкладинка                                 | М'яка обкладинка | М'яка обкладинка | М'яка обкладинка | М'яка обкладинка       |
| ------------------------------------------------ | ------------------------------------------------ | --- | ---------------- | ---------------- | ---------------------- |
| 1                                                | Superior Spider-Man, Vol. 1: My Own Worst Enemy  | Superior Spider-Man #1-5 | червень 2013     | 113              | ISBN 978-0-7851-6704-4 |
| 2                                                | Superior Spider-Man, Vol. 2: A Troubled Mind     | Superior Spider-Man #6-10 | вересень 2013    | 115              | ISBN 978-0-7851-6705-1 |
| 3                                                | Superior Spider-Man, Vol. 3: No Escape           | Superior Spider-Man #11-16 | грудень 2013     | 139              | ISBN 978-0-7851-8472-0 |
| 4                                                | Superior Spider-Man, Vol. 4: Necessary Evil      | Superior Spider-Man #17-21 | лютий 2014       | 115              | ISBN 978-0-7851-8473-7 |
| 5                                                | Superior Spider-Man, Vol. 5: The Superior Venom  | Superior Spider-Man #22-26, Annual #1 | квітень 2014     | 158              | ISBN 978-0-7851-8796-7 |
| 6                                                | Superior Spider-Man, Vol. 6: Goblin Nation       | Superior Spider-Man #27-31, Annual #2 | липень 2014      | 172              | ISBN 978-0-7851-8797-4 |
| Amazing Spider-Man, Vol. 2: Spider-Verse Prelude | Amazing Spider-Man, Vol. 2: Spider-Verse Prelude | Superior Spider-Man #32-33, Amazing Spider-Man Vol. 3 #7-8 - Superior Spider-Man #32-33, Amazing Spider-Man Vol. 3 #7-8 та частково Free Comic Book Day 2014 (Guardians of the Galaxy) #1 | січень 2015      | 120              | ISBN 978-0-7851-8798-1 |
| Тверда палітурка                                 |                                                  | |                  |                  |                        |
| 1                                                | Superior Spider-Man Vol. 1                       | Amazing Spider-Man #698—700, Superior Spider-Man #1-5 | вересень 2013    | 490              | ISBN 978-0-7851-8521-5 |
| 2                                                | Superior Spider-Man Vol. 2                       | Superior Spider-Man #6-16 | квітень 2014     | 418              | ISBN 978-0-7851-5448-8 |
| 3                                                | Superior Spider-Man Vol. 3                       | Superior Spider-Man #17-31, Annual #1-2 | березень 2015    | 432              | ISBN 978-0-7851-9395-1 |
| Spider-Verse                                     | Spider-Verse                                     | Superior Spider-Man #32-33, Amazing Spider-Man Vol. 3 #7-15 - Superior Spider-Man #32-33, Amazing Spider-Man Vol. 3 #7-15, Free Comic Book Day 2014 (Guardians of the Galaxy) #1, Spider-Verse #1, Spider-Verse Team-Up #1-3, Scarlet Spiders #1-3, Spider-Woman #1-3, Spider-Man 2099 Vol. 2 #6-8 | квітень 2015     | 648              | ISBN 978-0-7851-9035-6 |

#### Superior Spider-Man(2018-)
| #                | Назва                                   | Випуски                   | Дата випуску     | Сторінок         | ISBN                   |
| М'яка обкладинка | М'яка обкладинка                        | М'яка обкладинка          | М'яка обкладинка | М'яка обкладинка | М'яка обкладинка       |
| ---------------- | --------------------------------------- | ------------------------- | ---------------- | ---------------- | ---------------------- |
| 1                | Superior Spider-Man, Vol. 1: Full Otto  | Superior Spider-Man #1-6  | 31 липня 2019    | 136              | ISBN 978-1-3029-1480-6 |
| 2                | Superior Spider-Man, Vol. 2: Otto-Matic | Superior Spider-Man #7-12 | 31 грудня 2019   | 136              | ISBN 978-1-3029-1481-3 |

### Україна

#### Неперевершена Людина-павук(2013-2014)
| Назва                                                    | Випуски                  | Дата випуску | Видавництво | Сторінок | ISBN                   |
| -------------------------------------------------------- | ------------------------ | ------------ | ----------- | -------- | ---------------------- |
| «Неперевершена Людина-павук. Том 1. Мій особистий ворог» | Superior Spider-Man #1-5 | Квітень 2024 | Мрія        | 112      | ISBN 978-617-95091-8-6 |